# كيث ديفيندورف
كيث ديفيندورف هو مهندس كمبيوتر وخبير في صناعة المعالجات الدقيقة.
ديفيندورف هو أحد الأشخاص الذين قادوا الصناعة في تطوير معالجات RISC، للأنظمة المضمنة والأنظمة عالية الأداء الفائقة. إنه أحد المصممين الرئيسيين لأسرة المعالجات PowerPC.

## خليفة
بدأ كيث ديفيندورف في استثمار تكساس، حيث قام بتصميم معالجات وأنظمة الدوائر المتكاملة. انضم لاحقا ديفيندورف إلى موتورلا وكان المهندس الرئيسي لتنفيذ الجيل الثاني من بنية مجموعة التعليمات 88000، 88110. لم يكن 88110 نجاحًا تجاريًا، وعندما تحولت موتورلا إلى التركيز على إنشاء بنية RISC جديدة مع IBM، عُين ديفيندورف كمهندس رئيسي لشركة PowerPC.
بعد عمله في شركة موتورلا، انتقل إلى NexGen كمدير للاستراتيجية الفنية x86. انضم إلى AMD عندما تم الحصول على NexGen بواسطة AMD. من AMD انتقل إلى ابل كمهندس ملحقات الوسائط AltiVec المطورة لمعالجات PowerPC التي تستخدمها Apple.
يعمل كيث في مساحة المعالج المدمجة. أولاً في شركة ARC International التابعة للمعالج المدمجة. بعد انتقال ARC Diefendorrf إلى MIPS Technologies.

عمل ديفيندورف كمحلل للمعالج ومحرر رئيسي (1998-2001) لمجلة ميكروبروسيسور ريبورت.
لست متأكدًا من أن المنافسة من أي شركة هي أكبر مشكلة في Intel. المشكلة الأكبر هي توليد الطلب على شرائح سطح المكتب الأسرع والأكثر ربحًا ... - كيث ديفيندورف على التهديدات الرئيسية لشركة إنتل